# Venatrix pullastra
Venatrix pullastra är en spindelart som först beskrevs av Simon 1909.  Venatrix pullastra ingår i släktet Venatrix och familjen vargspindlar.
Artens utbredningsområde är Western Australia. Inga underarter finns listade i Catalogue of Life.